# James McAulay
Pour les articles homonymes, voir McAulay.
James McAulay est un footballeur international écossais, né le 28 août 1860, à Bonhill, West Dunbartonshire et décédé le 13 janvier 1943 . Évoluant principalement au poste de gardien de but, il est particulièrement connu pour ses saisons à Dumbarton.
Il compte neuf sélections pour un but inscrit en équipe d'Écosse.

## Biographie

### Carrière internationale
James McAulay reçoit neuf sélections en faveur de l'équipe d'Écosse. Il joue son premier match le 25 mars 1882, pour une victoire 5-0, à l'Hampden Park de Glasgow, contre le Pays de Galles en match amical. Il reçoit sa dernière sélection le 21 mars 1887, pour une victoire 2-0, à l'Acton Park de Wrexham, contre le Pays de Galles en British Home Championship. Il inscrit un but lors de ses neuf sélections, qu'il inscrit lors de son premier match.
Il a la particularité d'avoir été sélectionné à huit occasions au poste de gardien de but et à une occasion au poste d'attaquant (pour sa première sélection au cours de laquelle il inscrira un but).
Il participe avec l'Écosse aux British Home Championships de 1884 à 1887.

#### Buts internationaux
| no | Date         | Lieu                  | Adversaire     | Évolution | Score final | Compétition  |
| -- | ------------ | --------------------- | -------------- | --------- | ----------- | ------------ |
| 1  | 25 mars 1882 | Hampden Park, Glasgow | Pays de Galles | 5-0       | 5-0         | match amical |

## Palmarès

### Comme joueur
- Dumbarton :
  - Vainqueur de la Coupe d'Écossee en 1883
  - Vainqueur de la Dumbarton FA Cup en 1885